# ГАЗ «Валдай»
ГАЗ-3310 «Валдай» — російський середньотоннажний низькорамний вантажний автомобіль. Виробляється з кінця 2004 року на Горьківському автомобільному заводі.

## ГАЗ-3310 «Валдай» (2004—2015)

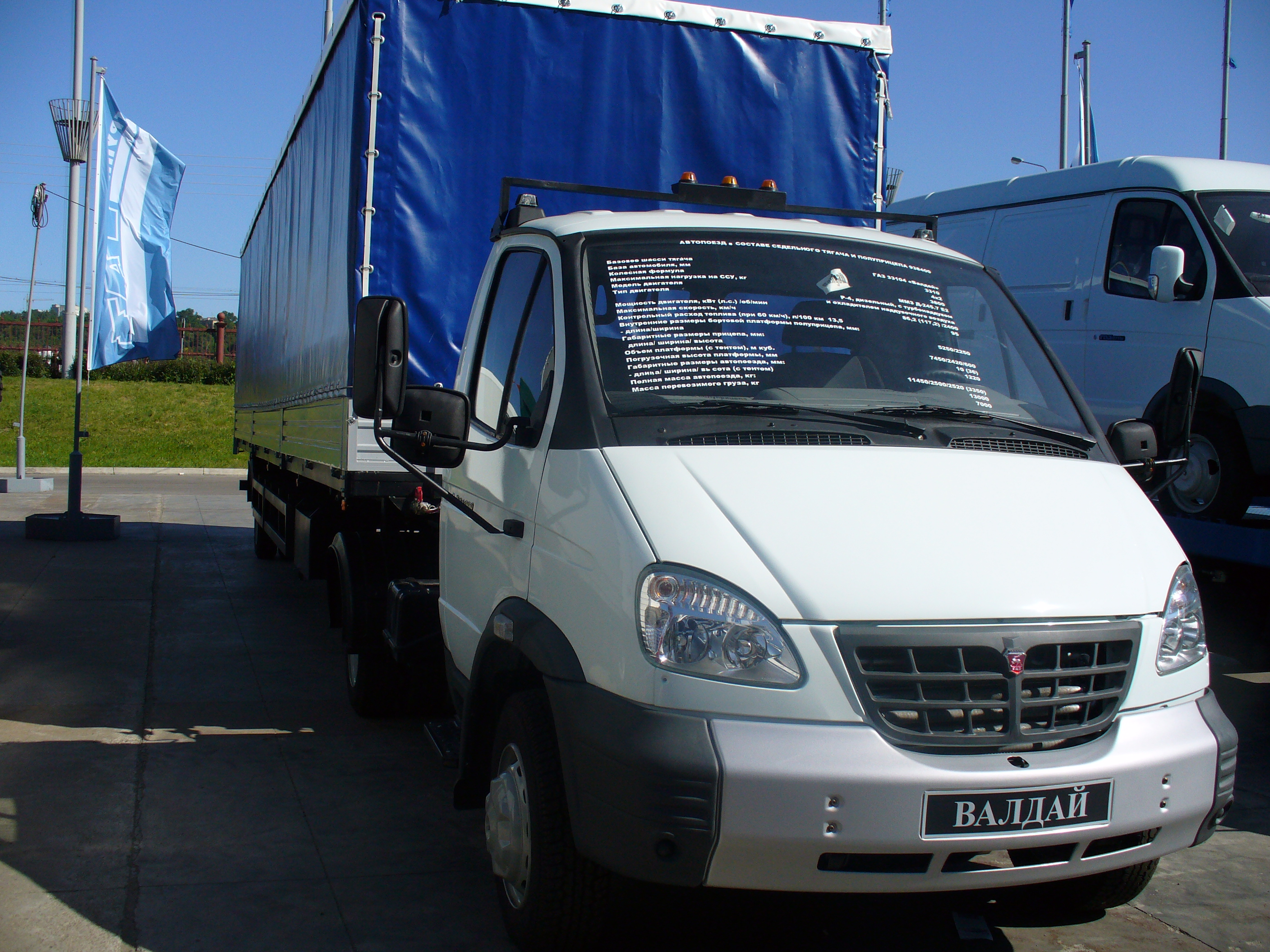
ГАЗ-33104 Валдай

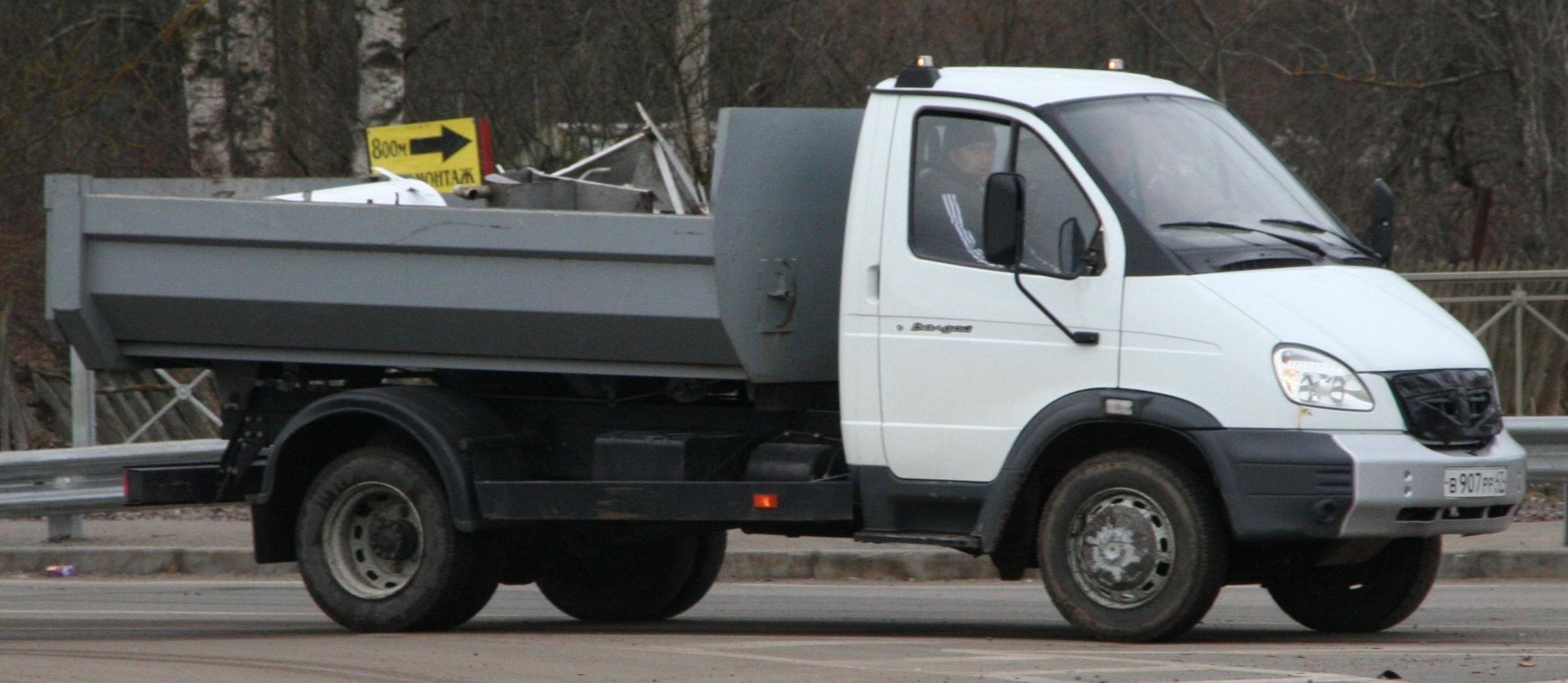
ГАЗ Валдай використовувати як самоскид

Після розвалу наприкінці 1990-х картелю з АМО ЗІЛ, Горьківський автозавод почав перейматися створенням затребуваного ринком низькорамного розвізного середньотоннажного автомобіля для перевезень дорогами поліпшених категорій. Перші зразки створювалися спільно з Мінським автозаводом, однак надалі мінчани, в односторонньому порядку, відмовилися від постачання на ГАЗ своїх кабін типу МАЗ-5336 і запустили у виробництво сімейство 5-тонних низькорамних вантажівок МАЗ-4370 «Зубреня». ГАЗу довелося самостійно розробляти кабіну під наявні шасі. Для неї була використана силова основа кабіни надпопулярної «Газелі» (ГАЗ-3302). Під короткий капот, розрахований на чотирициліндровий двигун, довелося «запихати» рядний шестициліндровий дизель ГАЗ-562 (ліцензія Steyr). Тим не менше, компонування моторного відсіку було виконане вдало, і в кабіні, не зважаючи на виступаючий кожух двигуна, залишилося місце для другого пасажира (тобто кабіна була збережена «умовно тримісною» — для коротких поїздок і двомісною для міжміських). Оформлення передньої частини нової вантажівки, що отримала галузевий індекс ГАЗ-3310, було модернізовано за рахунок застосування сучасних сегментованих блок-фар краплевидної форми. Дослідний зразок 4-тонної вантажівки ГАЗ-3310, названої «Валдай», був показаний на Міжнародному Московському автосалоні 1999 року. Дорогу на конвеєр «Валдай» відкрило освоєння з 2003 року серійного виробництва блок-фар, застосованих для рестайлінгу сімейств комерційних автомобілів «ГАЗель» та «Соболь». Для «Валдая» шасі типу ГАЗ-4301 (5-тонного дизельного автомобіля) було модифіковано, повністю змінена передня підвіска, впроваджені нові передній і задній мости, застосовані низькопрофільні колеса. Гальмівна система була зроблена тільки пневматичною і допрацьована з урахуванням установки АБС (у разі застосування шасі «Валдая» під автобуси). Це дозволило створити сучасний вантажний автомобіль з низькою навантажувальною висотою (1000 мм), достатньо комфортабельною підвіскою, безпечною гальмівною системою і економічним дизельним двигуном. Як силовий агрегат для «Валдая» пропонувалися дизелі ММЗ Д-245.7, ГАЗ(Steyr)-562, Cummins 3.9 140 CIV, IVECO-8143, SOFIM. За економічними причинами перевагу надали мінському Д-245.7 (136 к.с.) — модифікація ГАЗ-33104. У 2006 році розпочато випуск подовженої за колісною базою до 4 м версії ГАЗ-331041. На МІМС-2005 була показана дослідна модифікація ГАЗ-43483 з посиленим шасі повною масою 8,5 т і дубль-кабіною, призначена для міжміських перевезень у складі автопоїзда, а також як шасі під перспективні моделі автобусів малого класу. На базі «Валдая» у 2004-2006 роках були створені дослідні російські автобуси малого класу КАВЗ-32081 та ПАЗ-3202. В Україні на шасі «Валдая» серійно випускаються малі автобуси А0755, ГалАЗ-3207 та Рута 43 і пожежні автомобілі «Ластівка».

### Модифікації
- ГАЗ-3310 — з турбодизелем ГАЗ-562 (3,13 л, 150 к.с., 420 Н • м);
- ГАЗ-33101 — з подовженою базою і турбодизелем ГАЗ-562;
- ГАЗ-33104 — з турбодизелем ММЗ-245.7Е2;
- ГАЗ-331041 — з подовженою базою і турбодизелем ММЗ-245.7Е2 (Євро 2);
- ГАЗ-331042 — з подовженою базою і турбодизелем ММЗ-245.7Е2;
- ГАЗ-331043 — з подовженою базою, дубль-кабіною і турбодизелем ММЗ-245.7Е2;
- ГАЗ-33106 — експортна з турбодизелем Cummins 3.9 140 CIV (3,9 л, 141 к.с., 446 Н • м);
- ГАЗ-331061 — експортна з подовженою базою з турбодизелем Cummins B140;
- ГАЗ-331063 — експортна з подовженою базою, дубль-кабіною і турбодизелем Cummins B140;
- ГАЗ-33104В — перспективний сідловий тягач (виробництво фірми «Чайка-Сервіс») для роботи з бортовим напівпричепом;
- ГАЗ-43483 — дослідна модифікація з посиленою підвіскою шасі, повною масою 8,5 т і дубль-кабіною;
- САЗ-2505 — самоскид із заднім розвантаженням на шасі ГАЗ-33104, об'єм кузова 3,78 м ³, вантажопідйомність 3 т;
- САЗ-2505-10 — самоскид з тристоронньої розвантаженням на базі шасі ГАЗ-33104, обсяг кузова 5 м ³, вантажопідйомність 3,18 т;
- САЗ-3414 — перспективний сідельний тягач для роботи з бортовим напівпричепом САЗ-9414.

### Технічні характеристики
- Кількість місць в кабіні, чол. — 3 або 6 (версія з подвійною кабіною)
- Споряджена маса, кг — 3175
- Повна маса, кг — 7400
- Максимальна швидкість, км/год — 95
- Час розгону до 60 км/год, сек — 14
- Середня витрата палива, л/100 км (за ГОСТ 20306-90):
  - при швидкості 60 км/год — 14
  - при швидкості 80 км/год — 19
- Двигун — ММЗ Д-245.7 Е-2 або Е-3
- Тип двигуна — рядний, 4-циліндровий, 4-тактний дизельний двигун з рідинним охолодженням, з турбонаддувом і охолоджувачем наддувочного повітря, з безпосереднім упорскуванням палива
- Робочий об'єм, л — 4,75
- Ступінь стиснення — 15,1
- Номінальна потужність кВт (к.с.)/(об/хв) — 86,2 (117,2)/2400
- Максимальний обертовий момент, Нм/(об/хв) — 413/1500

## VALDAI NEXT (з 2020)

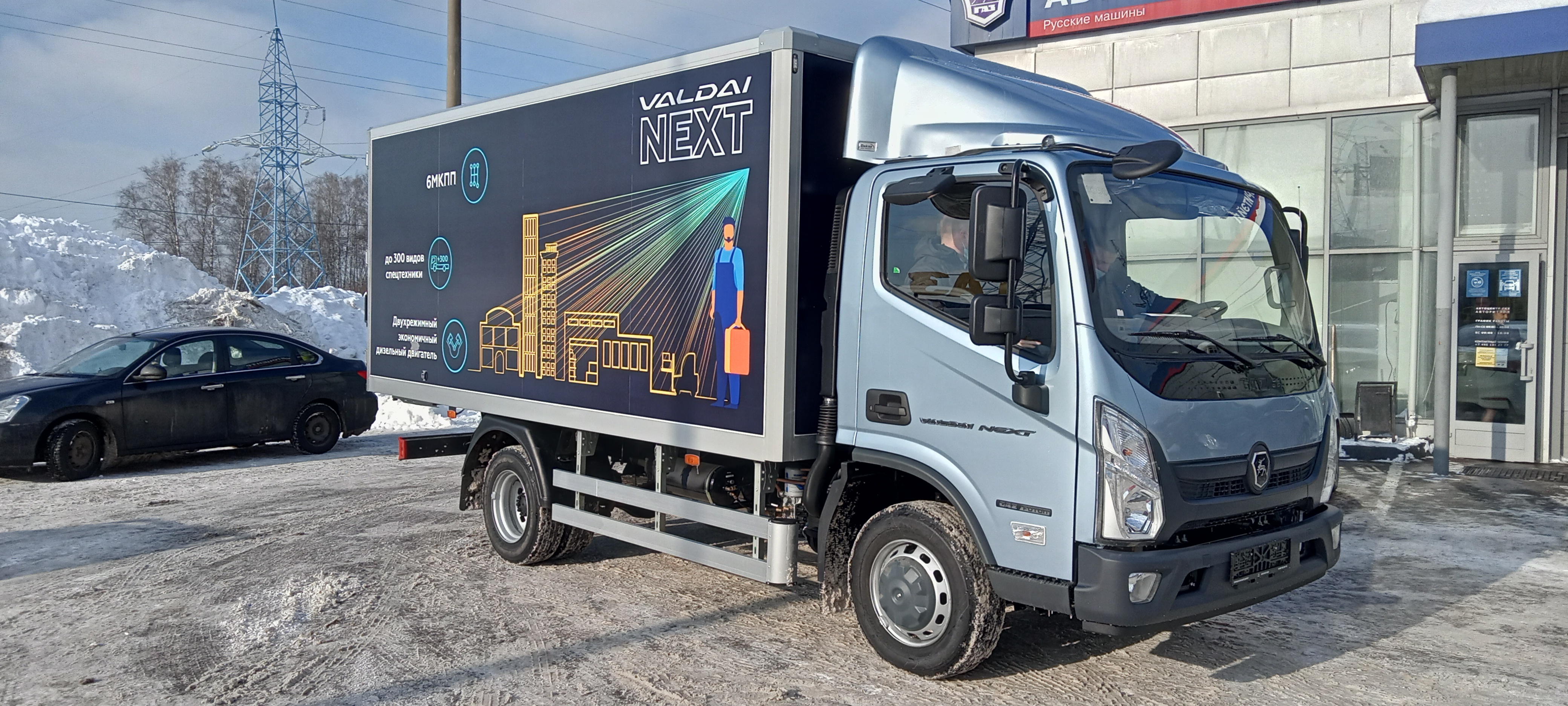
Valdai Next

Ближче до кінця 2020 року виробництво автомобілів "Валдай" було відновлено під назвою "Валдай-Next". Рама, мости та підвіска залишилися частково від «Валдаю» першого покоління, проте кабіна та салон взяті від китайської моделі Foton Ollin.
У задньому мосту встановлені кромкові манжети. Сам він із гіпоїдною головною передачею, передавальне число головної пари - 6,6. Вантажівка обладнана стабілізаторами поперечної стійкості на передній та задній осях. Гальмівна система пневматична, WABCO. Така сама застосовується на «ГАЗон NEXT». Гальма всіх коліс дискові, є система курсової стійкості, ABS і система допомоги при старті гору.
Завдяки своїй конструкції VALDAI NEXT має мінімальний радіус повороту 6,2 м. Безкапотне компонування дозволило збільшити монтажний розмір рами на 1,1 м, що збільшило на 5 м3 обсяг вантажу, що перевозиться.

### Модифікації VALDAI NEXT
- ГАЗ C49RD2 - бортова платформа з колісною базою 3310 мм.
- ГАЗ C49RF2 - бортова платформа з колісною базою 4000 мм.
- ГАЗ C4ARD2 - євро борт, промтоварний фургон або ізотермічний фургон з колісною базою 3310 мм.
- ГАЗ C4ARF2 - євро борт, промтоварний фургон або ізотермічний фургон з колісною базою 4000 мм.

### Двигун
- 2.8 л Cummins ISF2.8s5F148M І4 133 к.с., при 3400 об/хв 353 Нм, при 1500 об/хв